# NationStates
NationStates (Нейшънстейтс – „национални държави“, пълно название Jennifer Government: NationStates) е масова онлайн игра, симулатор на държавно управление.
Играта е пусната онлайн през ноември 2002 година, и оттогава насам в нея са били регистрирани над 2 500 000 измислени нации.
Неин създател е австралийският писател Макс Бари, автор на антиутопичната новела Дженифър Гавърнмънт, описваща алтернативна реалност, в която светът е завладян напълно от САЩ и всички граждани са собственост на компаниите, за които работят.
Нейшънстейтс притежава голяма форумна общност, където чрез дискусии и ролеви игри се развиват вече създадените нации.

## Геймплей

### Начало
Преди да създаде своя собствена нация, играчът трябва да въведе определени нейни характеристики, с които тя да започне:
- Вид правителство – „чувствително“, „либерално“, „консервативно“, „загрижено“, „репресивно“, „корумпирано“, „либертарно“, „анархично“, „зло“ или „психарско“;
- Самоопределение – република, кралство, империя, общност, федерация, колония, княжество, протекторат, съединени щати, обединено кралство, народна република, демократична република, конфедерация, доминион, султанат, теокрация, свещена империя, светлейша република, съединени социалистически щати, демократични щати, съюзни щати, феод, женско кралство, конституционна монархия, диктатура, матриархия, емирство, велико херцогство, свободна земя, комуна, спорни територии, джингоистки щати, въоръжена република, номадски народи, репресирани народи, гранична територия, престъпна държава, анексирани територии или федерална република;
- Първи заселници – пионери, избягали престъпници, примитивно племе, изолационисти със сходно мислене и др.
- Национална валута, девиз и животно;
- Знаме

След това играчът попълва кратък тест, който определя състоянието на икономиката и свободите в държавата му.
Всяка нация започва с население от 5 милиона души, което расте всеки ден. Най-старите нации имат население, достигащо до 16 – 17 милиарда души.

### Актуални проблеми
На практика същинската част на играта се състои от вземане на появяващи се автоматично решения по актуални за обществото въпроси, например дали гласуването да е задължително, да се увеличава ли военният бюджет и да се легализират ли наркотиците. В зависимост от взетото от играча решение се променят състоянието на икономиката, гражданските или политическите свободи в неговата нация. Проблемите обаче нямат „правилно“ решение; всяка една от възможностите оказва специфичен ефект, който може да е положителен или (както в повечето случаи) – отрицателен. Играчът трябва внимателно да преценява своите решения, за да моделира правилно нацията си. Съществува и възможност да се пропусне актуалният проблем, и да се изчака автоматичното генериране на следващ от системата.

### Класификация на нациите
Взимането на решения по актуалните проблеми оказва ефект върху три характеристики на нацията – политическите свободи, гражданските свободи и икономиката, както и някои по-дребни детайли – ниво на престъпност, данъчна тежест, продуктивност на промишлеността, ниво на корупцията и състояние на частния сектор. Общо 27 различни вида управление могат да се формират в зависимост от трите основни категории. Другите характеристики определят класирането на нацията в регионални и международни проучвания от най-различни категории, например „Най-голяма автомобилна промишленост“, „Най-свободни закони срещу наркотиците“ и дори „Най-отбягвани нации“.
Всеки от трите основни атрибута има следните степени:
| Класификация на:    | Класификация на: | Класификация на: | Класификация на: | Класификация на: | Класификация на: | Класификация на:  | Класификация на: | Класификация на: | Класификация на: | Класификация на: | Класификация на: | Класификация на: | Класификация на: | Класификация на: | Класификация на: |
| ------------------- | ---------------- | ---------------- | ---------------- | ---------------- | ---------------- | ----------------- | ---------------- | ---------------- | ---------------- | ---------------- | ---------------- | ---------------- | ---------------- | ---------------- | ---------------- |
| Граждански права    | Незаконни        | Отсъстващи       | Рядкост          | Много малко      | Малко            | Под средното ниво | Средни           | Добри            | Много добри      | Отлични          | Превъзходни      | Световен образец | Прекалени        | До злоупотреба   | Опорочени        |
| Икономика           | Имплодирала      | Продънена        | Крехка           | Слаба            | Бореща се        | Развиваща се      | Задоволителна    | Сносна           | Добра            | Силна            | Много силна      | Просъфтяваща     | Суперсила        | Всепоглъщаща     | Плашеща          |
| Политически свободи | Незаконни        | Отсъстващи       | Рядкост          | Много малко      | Малко            | Под средното ниво | Средни           | Добри            | Много добри      | Отлични          | Превъзходни      | Световен образец | Прекалени        | До злоупотреба   | Опорочени        |